# 함평영화학교
함평영화학교는 전라남도 함평군에 있는 사립 특수학교이다. 지적장애 학생을 위한 특수교육기관으로 유치원, 초등학교, 중학교, 고등학교를 두고 있다.

## 설립목적
- 특수교육을 필요로 하는 자에게 유치원, 초등학교, 중학교, 고등학교, 전공과 교육과정을 통해 일상생활에 필요한 지식을 습득하여 장애를 극복하고, 사회의 일원으로 자활할 수 있는 생활능력을 길러주기 위함.

## 연혁
- 1984년 3월 19일 : 학교법인 정양학원 설립인가
- 1984년 11월 5일 : 함평영화학교 실립 인가
- 1985년 1월 12일 : 초등학교 인가
- 1985년 3월 16일 : 중학교 인가
- 1985년 3월 19일 : 함평영화학교 개교
- 1994년 1월 12일 : 고등학교 인가
- 1997년 3월 31일 : 재택순회학급 인가
- 1999년 5월 3일 : 유치원 인가
- 2014년 2월 18일 : 졸업(유치원 제14회, 초등학교 제24회, 중학교 제27회, 고등학교 제17회, 전체졸업생 804명)
- 2014년 3월 3일 : 입학(유치원 제15회, 초등학교 제30회, 중학교 제30회, 고등학교 제20회)